# Спортинг Фингал
«Спо́ртинг Фи́нгал» (англ. Sporting Fingal F.C., ирл. Fine Gall Spórtúil) — бывший ирландский футбольный клуб из города Дублин.

## История
Клуб был основан в 2007 году администрацией округа Фингал. В 2008 году клуб играл в Чемпионате А и, заняв третье место, вышел в Первую лигу. В 2009 году «Спортинг» вышел в Высшую лигу FAI, обыграв в финале плей-офф «Брей Уондерерс». Финалом сезона стала победа в Кубке Ирландии (в финале был обыгран «Слайго Роверс»). Перед началом нового сезона клуб отозвал своё заявление на получение клубной лицензии. Таким образом клуб отказывался от выступления в Высшей лиге FAI. Позже было объявлено о расформировании клуба.

## Выступления в еврокубках
| Сезон   | Турнир           | Стадия                  | Противник | Дома | В гостях | По сумме |
| ------- | ---------------- | ----------------------- | --------- | ---- | -------- | -------- |
| 2010/11 | Лига Европы УЕФА | Второй отборочный раунд | Маритиму  | 2:3  | 2:3      | 4:6      |

## Достижения
Обладатель Кубка Ирландии (1)2009